# Bruchhausen (Much)
Bruchhausen ist Ortsteil der Gemeinde Much im Rhein-Sieg-Kreis. 

## Lage
Bruchhausen liegt im Homburger Bröltal. Nachbarorte sind Alefeld im Norden, Röttgen im Osten und Bröl im Süden.

## Geschichte
Der Ort wurde 1428 erstmals urkundlich genannt als Broichuyssen.
1901 hatte der Weiler 38 Einwohner. Damals wohnten hier die Haushalte Gastwirt Wilhelm Benz, Ackerer Peter Josef Bröhl, Müller Wilhelm Jürges, Schmied Peter Kirchner, die Maurer Heinrich und Wilhelm Lutz, Mühlenbesitzer J. P. Oberdörster, Handelsmann Peter Pütz und Ackerer Joh. Schmitz.

## Dorfleben
Seit 1907 gibt es hier das Bröltaler Erntedankfest, welches der Ernteverein  Bruchhausen-Röttgen jedes erste Septemberwochenende ausrichtet.